# نادي الباحة
نادي الباحة السعودي هو أحد أندية الدرجة الثالثة بمنطقة الباحة , تأسس عام 1396 هـ مؤسس النادي سعيد بن عبدالله آل شقي .